# Wysoka Braniewska (przystanek kolejowy)
Wysoka Braniewska – przystanek osobowy w Wysokiej Braniewskiej na linii kolejowej nr 221 Olsztyn Gutkowo – Braniewo, w województwie warmińsko-mazurskim.
W roku 2017 przystanek obsługiwał 0–9 pasażerów na dobę.